# Лисакович, Дмитрий Михайлович
Дмитрий Михайлович Лисакович (бел. Дзмітрый Міхайлавіч Лісаковіч; род. 10 октября 1999, Минск) — белорусский футболист, полузащитник брестского «Динамо».

## Карьера
В детстве жил в Узде, где и начал заниматься футболом. Позже отправился в солигорский «Шахтёр», где за основную команду так и не сыграл. В 2016 году в одном из матчей за дубль Дмитрий серьезно травмировался. Далее полузащитника ждала операция на спине и восьмимесячный курс реабилитации. «Шахтёр» такая ситуация не устроила, поэтому клуб указал парню на дверь.
После того, как футболист залечил свою травму, практически сразу же на него вышел тренер дубля «Крумкачей» Алексей Кучук и позвал к себе. Так игрок в начале 2017 года присоединился к новой команде. Дмитрий хорошо зарекомендовал себя во второй команде, поэтому его стали привлекать к играм основы. Дебютировал за основную команду 29 июля 2017 года против «Витебска». В 2017 году полузащитник провёл 19 матчей за дубль «воронов», в которых трижды забил, а еще 7 раз появлялся на поле в Высшей лиге, но результативными действиями не отметился.
В начале 2018 года отправился на просмотр в жодинское «Торпедо-БелАЗ», однако Дмитрий не смог тогда впечатлить тренера и отправился ещё раз в «Узду», где стал одним из лидеров и капитаном команды. В августе 2018 года стал игроком минского «Торпедо». Весь оставшийся сезон 2018 года находился в дубле команды, а к основной команде начал привлекаться только в сезоне 2019 года. Дебютировал за клуб 19 мая 2019 года против брестского «Динамо». В июле 2019 года покинул команду. В августе 2019 года подписал контракт с чемпионом Беларуси по мини-футболу «Столицей».
В январе 2021 года тренировался с «Ислочью». В феврале 2021 года футболист официально присоединился к клубу, подписав контракт на 2 года. Дебютировал за клуб 12 марта 2021 года против мозырской «Славии», выйдя на замену на 71 минуте. Вместе с клубом вышел в финал Кубка Беларуси, где 23 мая 2021 года уступил титул борисовскому БАТЭ. Первым результативным действием отличился 16 октября 2021 года в матче против «Слуцка», отдав голевую передачу. На протяжении сезона преимущественно являлся игроком замены.
Новый сезон начал с домашнего поражения против «Слуцка», выйдя на поле в стартовом составе и отыграв все 90 минут. Свой первый гол за клуб забил 1 мая 2022 года в матче против «Минска». После ухода из клуба Юрия Козыренко стал капитаном команды. В матче 10 сентября 2022 года против «Минска» отличился 3 результативными передачи, тем самым помог с разгромным счётом одержать победу. По ходу сезона закрепился в основной команде, став основным игроком стартового состава, лишь пару раз покинув поле с помощи замены. В 20 матчах за клуб во всех турнирах отличился 2 голами и 4 результативными передачами. В январе 2023 года покинул клуб по истечении срока действия контракта.
В декабре 2022 года футболист проходил просмотр в узбекском клубе «Нефтчи». Вскоре футболист вернулся в Беларуси, где к футболисту стал проявлять интерес жодинский «Торпедо-БелАЗ». В январе 2023 года официально пополнил ряды жодинского клуба. Дебютировал за клуб 4 марта 2023 года в матче Кубка Беларуси против солигорского «Шахтёра», отличившись дебютной результативной передачей с углового. Вышел в полуфинал Кубка Беларуси, победив в ответном четвертьфинальном матче 11 марта 2023 года солигорский клуб. Первый матч в чемпионате сыграл 18 марта 2023 года против брестского «Динамо». Попал в символическую сборную 2 тура Высшей лиги. По итогу полуфинальных матчей Кубка Беларуси обыграл мозырскую «Славию» и вышел в финал. Дебютный гол за клуб забил 14 мая 2023 года в матче против борисовского БАТЭ, реализовав пенальти. Стал обладателем Кубка Беларуси, где в финале 28 мая 2023 года одержал победу над борисовским БАТЭ. В июле 2023 года футболист вместе с клубом отправился на квалификационные матчи Лиги конференций УЕФА. Первый матч в рамках еврокубкового турнира сыграл 27 июля 2023 года против кипрского клуба АЕК. По итогу ответного матча кипрский АЕК по сумме матчей оказался сильнее и вышел в следующий раунд, а сам футболист успел отличился результативной передачей. На протяжении всего сезона футболист был одним из ключевых игроков жодинского клуба, отличившись забитым голом и 5 результативными передачами во всех турнирах. По итогу сезона вместе с клубом стал бронзовым призёром чемпионата.
В декабре 2023 года появилась информация о том, что футболист может продолжить карьеру в гродненском «Немане». В январе 2024 года футболист продлил контракт с жодинским «Торпедо-БелАЗ» до конца сезона. Новый сезон футболист начал 2 марта 2024 года с победы за Суперкубок Беларуси, в серии пенальти победив минское «Динамо». Первый матч в чемпионате футболист сыграл 17 марта 2024 года против дзержинского «Арсенала», выйдя на замену на 76 минуте. Первым в сезоне забитым голом за клуб футболист отличился 27 апреля 2024 года в матче против «Сморгони», также оформив и голевую передачу. На протяжении первой половины сезона футболист выступал за клуб, чередуя матчи в стартовом составе и со скамейки запасных, отличившись забитым голом и результативной передачей. В июле 2024 года футболист покинул жодинский клуб.
В июле 2024 года футболист на правах свободного агента присоединился к карагандинскому «Шахтёру». Дебютировал за клуб футболист 13 июля 2024 года в матче казахстанского чемпионата против клуба «Жетысу», выйдя на замену на 84 минуте. Дебютным забитым голом за клуб футболист отличился 18 августа 2024 года в матче против клуба «Ордабасы». По итогу сезона футболист вместе с клубом завершил чемпионат на итоговом последнем месте, вылетев в Первую лигу, успев отличиться своим единственным забитым голом. 
В январе 2025 года футболист стал тренироваться со столичным «Минском». В феврале 2025 года футболист официально присоединился к клубу, подписав контракт до конца сезона. Дебютировал за клуб 13 марта 2025 года в матче против новополоцкого «Нафтана», выйдя на поле в стартовом составе. Своим дебютным забитым голом за клуб отличился 6 апреля 2025 года в матче против «Ислочи». В июле 2025 года футболист покинул столичный клуб, расторгнув контракт по соглашению сторон. На протяжении первой половины сезона футболист выступал за столичный клуб в роли одного из ключевых игроков, отличившись 4 забитыми голами и 3 голевыми передачами.
В июле 2025 года футболист на правах свободного агента присоединился к брестскому «Динамо», подписав контракт до конца сезона.

## Достижения
«Торпедо-БелАЗ»
- Обладатель Кубка Беларуси: 2022/23
- Обладатель Суперкубка Беларуси: 2024

## Семья
Его родные братья также футболисты. Младший брат Руслан и старший брат Виталий.